# Alternativzeitschrift
Alternativzeitschriften (auch: Untergrund-/Undergroundzeitschriften, Alternativpresse genannt) sind Presseprodukte, die den neuen sozialen Bewegungen in der Bundesrepublik Deutschland und in Ansätzen auch der DDR (→Samisdat) entstammen.
Als Teil der grauen Literatur umfasst der Begriff zunächst Druckerzeugnisse (nicht nur Zeitschriften, auch Flugblätter oder Wandzeitungen), die zunächst mehr oder weniger regelmäßig, in geringer Auflage (unter 1.000 Exemplaren) und jenseits der etablierten Vertriebswege wie Buchhandel und Verlag, veröffentlicht wurden.
Alternativzeitschriften wurden zunächst von den Herausgebern selbst produziert und verbreitet (Selbstverlag). Insbesondere die frühen Schriften sind aufgrund ihrer unkonventionellen Art bibliographisch kaum erfasst und schwer erhältlich. Joachim Radkau konstatiert einen ausgeprägten Mangel an Geschichtsbewusstsein in der Umweltbewegung, dessen ungeachtet gibt es mittlerweile eine Reihe von Archiven mit wichtigen Beständen von Alternativzeitschriften.
Die Alternativpresse im weiteren Sinn beinhaltet einige Literatur- oder Studentenzeitschriften (im Gegensatz zu hochschulfinanzierten Universitätszeitschriften), Fanzines oder Stadtmagazine. Insbesondere bei den Stadtmagazinen, als deren Vorbild das 1973 gegründete Münchner Blatt gesehen wird, fand eine rapide Kommerzialisierung statt. Dieser Effekt wie die Aufnahme von Formaten und Inhalten der alternativen Presse im Mainstream erschwert eine exakte Abgrenzung.
Die Gesamtauflage der Alternativpresse in der Bundesrepublik wurde in den 1980er Jahren auf 1,5 Millionen geschätzt, wobei die lokalen, in Kleinauflagen erstellten Alternativzeitungen 1981 knapp über eine halbe Million ausmachten. Bereits in den 1990er Jahren war eine erhebliche Konzentration und Professionalisierung eingetreten. Eine Vielzahl der subkulturellen Zeitschriften der Jahre 1960 bis 1980 hatte nicht dauerhaft Bestand. Die Auflage stieg bei schätzungsweise 700 Titeln auf insgesamt 2 Millionen. Im Wesentlichen wurde diese aber von etwa 83 Stadtmagazinen bestritten.

## Hintergrund

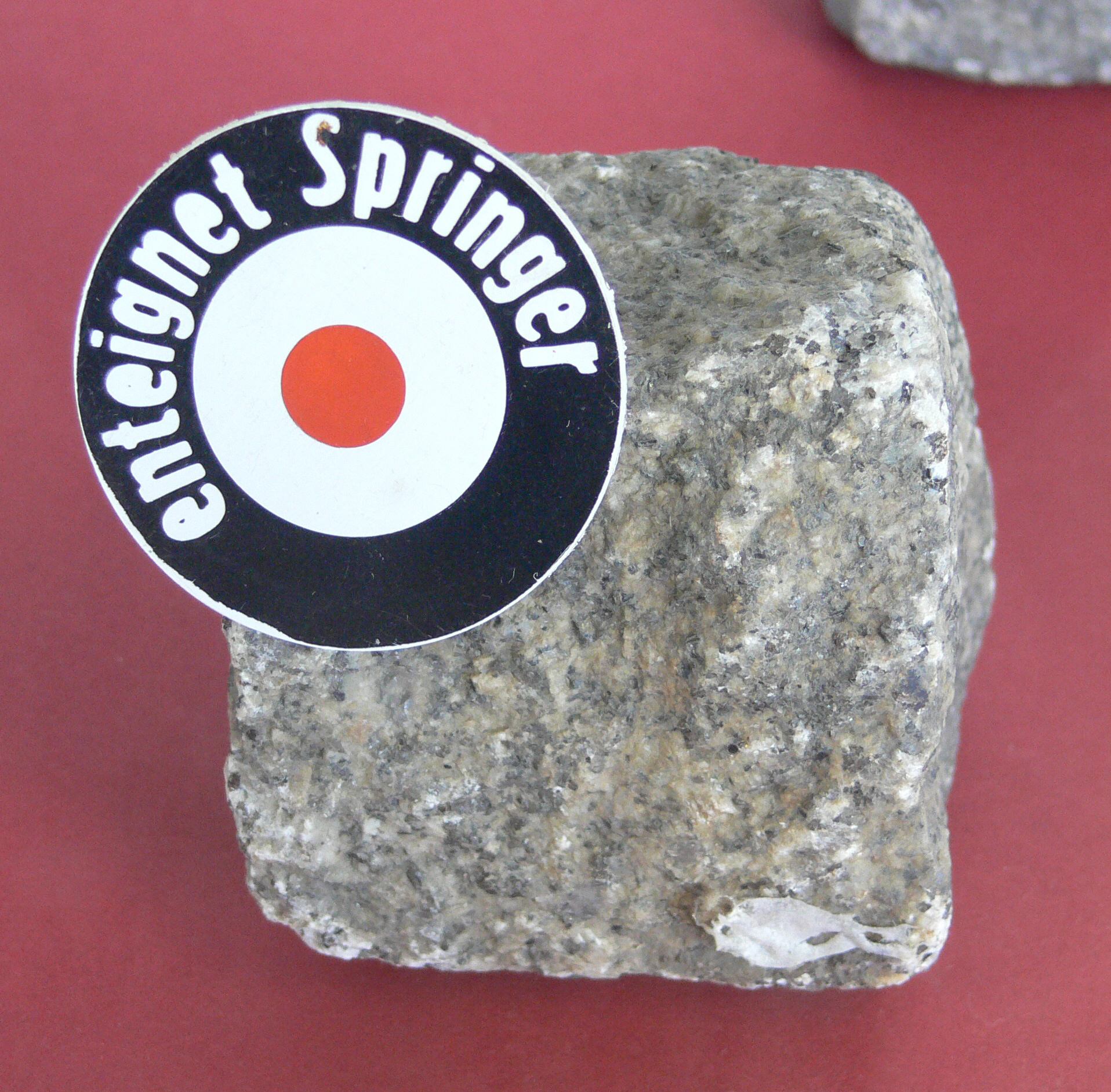
Anstecker der Bewegung „Enteignet Springer“, 1969. Die Kampagne war eine Reaktion auf die als unerträglich empfundene Berichterstattung der Springer-Medien zur Studentenbewegung.

Die Presselandschaft in der Bundesrepublik war seit den 1950er Jahren einer zunehmenden Konzentration unterworfen. Gleichzeitig fühlten sich Vertreter der Studentenbewegung und der demokratischen Linken unter dem Stichwort mehr Demokratie wagen bereits Ende der 1960er Jahre nicht mehr ausreichend in den Printmedien vertreten. Eine Gegenöffentlichkeit wurde damals vor allem über überregional vertriebene Medien wie pardon und twen erreicht. Im Laufe der 1970er Jahre kam es vor allem auf der lokalen Ebene zu einer Vielzahl von Neugründungen.
Dabei profitierte die Alternativpresse von der Umstellung von Blei- auf Lichtsatz und dem zunehmenden Einsatz rechnergestützter Druck- und Satzverfahren, während in der etablierten Druckindustrie harte Tarifauseinandersetzungen und Streiks in den Jahren 1976, 1978 und zuletzt 1983 die Einführung der neuen Technologien begleiteten.

## Flugblattliteratur und Untergrundliteratur
Zur Alternativpresse gehören ebenso Flugblätter und Schriften, die Verboten unterlagen oder dem Umfeld verfassungsfeindlicher wie terroristischer Bestrebungen zugeordnet werden können oder wurden. Beispiele sind nicht nur aus dem Umfeld der Roten Armee Fraktion und deren Anhängern zu finden. 1975 wurden auf richterliche Anordnung hin in Berlin Räume eines Wohnkollektives und eine Kreuzberger Wohnung durchsucht, Hintergrund waren zwei Ausgaben der Zeitschrift „Info - Berliner Undogmatische Gruppen“, in der zum Schwarzfahren aufgefordert wurde. Die Zeitschrift hatte zudem nach der Freilassung von Peter Lorenz ein Spottlied auf die Polizei veröffentlicht, das wenig später auf zahlreichen Flugblättern von Angehörigen der Bewegung 2. Juni, den mutmaßlichen Entführern, abgedruckt worden war. Gefälschte BVG-Sammelkarten wurden von Unbekannten in verschiedenen Bezirken verteilt.
In der DDR wie im früheren Ostblock generell wurden unter dem Titel Samisdat in den 1950er bis zu den 1970er Jahren Schreibmaschinendurchschläge zur Verbreitung verbotener beziehungsweise unerwünschter Literatur genutzt. Kopiergeräte waren unter staatlichem Verschluss und nur sehr unzureichend zugänglich. Anfang der 1980er Jahre entstanden Periodika mit Zeitschriftencharakter, die mittels Ormig- und später Wachsmatrizenverfahren überwiegend in kirchlichen Räumen hergestellt und verbreitet wurden – so die Streiflichter (herausgegeben von der Arbeitsgruppe Umweltschutz beim Stadtjugendpfarramt Leipzig) und Schalom (herausgegeben von Rainer Eppelmann und Thomas Welz vom Friedenskreis der Samaritergemeinde Berlin-Friedrichshain). Bis Ende der 1980er Jahre gab es dann über 30 künstlerisch-literarische Periodika mit Auflagen zwischen 20 und 200 Exemplaren und circa 50 Zeitschriften, Informationshefte und Periodika, die von Bürgerrechts-, Friedens-, Oppositions- und Umweltgruppen in zum Teil hohen Auflagen (bis 5.000 Exemplaren) verbreitet wurden.
Der Telegraph wurde während der Friedlichen Revolution von der Ost-Berliner Umwelt-Bibliothek (neben den Umweltblättern) verbreitet. Er wird heute vom linken ostbuero herausgegeben. Die verschiedenen Umweltbibliotheken in Leipzig, Berlin und Bielefeld haben entsprechende Schriften in ihren Archiven. DDR-spezifische Alternativliteratur findet sich unter anderem im Matthias-Domaschk-Archiv in der Robert-Havemann-Gesellschaft e. V. in Berlin und dem Thüringer Archiv für Zeitgeschichte „Matthias Domaschk“, e. V. in Jena.

## Themen und Ausrichtung
Subkulturelle und soziale Bewegungen drücken über Alternativzeitschriften ihre Lebensweise und Weltsicht aus; insbesondere Politik, aber auch die Themen Freizeit, Musik, Sexualität und Gesellschaft werden behandelt (im Gegensatz zu Fanzines jedoch ohne ausdrückliche Festlegung). Die Herausgeber, entweder Einzelpersonen oder kleine Personengruppen (beispielsweise Bürgerinitiativen, Kirchenverbände, Frauen- und Friedensgruppen, politische Gruppierungen oder Vereine), bestimmen unabhängig über Inhalt und Form, weshalb es zu häufigen Wechseln in der Redaktion, thematischen Ausrichtung und Erscheinungsweise kommen kann. Beiträge werden in vielen Fällen anonym oder unter Pseudonym veröffentlicht.
Der subjektive Stil von Alternativzeitschriften hängt oft damit zusammen, dass sie zunächst nicht hinsichtlich finanziellen Erfolgs produziert wurden, sondern aus Leidenschaft oder Überzeugung. Aus dem gleichen Grund haben Alternativzeitschriften weniger informativen Wert, sondern sind (nicht nur literarische) Dokumente, die als Quellen für die Stimmung verschiedener Generationen und den Zeitgeist dienen können. Ihre mitunter unkonventionelle Gestaltung fügt dem eine zusätzliche ästhetische Dimension hinzu.
Alternativzeitschriften waren zunächst auf ein kleines Publikum ausgerichtet und erfreuten sich anfangs in der autonomen Szene einer gewissen Beliebtheit als Instrument zur Schaffung einer Gegenöffentlichkeit. Aufgrund der selbstgewählten Position jenseits des publizistischen Mainstreams besitzen Alternativzeitschriften einen großen inhaltlichen und gestalterischen Spielraum, was sie einerseits zu Keimzellen der Avantgarde macht, andererseits zu manchen Verletzungen von Persönlichkeitsrechten sowie des Urheber- und Presserechts führte. Bei kommerziellem Erfolg ging meist eine deutliche Professionalisierung einher.

## Historische Entwicklung

### 1960er Jahre
Mit dem Aufkommen der Hippie-, Provo- und Studentenbewegung gab es auch die ersten Zeitschriften dieser Gegenszene, die aber oft nur kurz erschienen. In der von Urban Gwerder herausgegebenen Hotcha! Nr. 16 vom Oktober 1968 wurden lediglich drei deutschsprachige Titel  des ca. 60 Mitglieder zählenden Underground Press Syndicate (UPS) aufgeführt. Es handelte sich neben Hotcha! aus Zürich um Linkeck aus Berlin und Peng aus Wuppertal. Rolf-Ulrich Kaiser listete 1969 in seinem Buch über die Gegenkultur der 60er Jahre bereits 40 „Gegen-Zeitungen“ auf, darunter allein aus Berlin 10 Zeitschriften.

### 1970er Jahre
In den 1970er Jahren kam es im Zuge der Neuen Sozialen Bewegungen zu zahlreichen Neugründungen, zunächst in deutschen Großstädten. Als erste alternative Stadtzeitung gilt das Münchner Blatt, das 1973 gegründet wurde und bis 1984 vierzehntäglich erschien. Blatt war ein Vorbild einer Vielzahl von späteren Stadtmagazinen. Bereits Mitte der 1980er Jahre war von einem allgemeinen Trend die Rede. In der Universitätsstadt Münster waren 1984 neben den Stadtzeitungen Stadtblatt und City, die verkauft werden, eine Anzahl kostenlos vertriebener Blätter erhältlich. Gemeinsam war diesen Presseprodukten eine Kombination aus Programminformationen und lokaler Politik- und Kulturberichterstattung und eine Anzeigenfinanzierung über den alternativen Werbemarkt.
Josef Wintjes war in den 1970er und 1980er Jahren mit seinem Ulcus Molle Info („Literarisches Informationszentrum“), ebenso wie die Aktion Feuerzeichen, eine wichtige Vertriebsstelle alternativer Literatur. Er gehörte zu den Vorreitern der Alternativpresse und lehnte deren Kommerzialisierung wie die Annahme staatlicher Mittel strikt ab.

### Regionale Kontroversen
Das Münsteraner Wochenzeitung Stadtblatt wurde aufgrund einer im Dezember 1984 erschienenen satirischen Reportage über die Vereidigung des damaligen Oberbürgermeisters Jörg Twenhöven verklagt. Im zugehörigen Artikel wurde das im Rathaus befindliche Holzkreuz als „christlicher Fetisch“ bezeichnet. Daraufhin wurden die verantwortlichen Redakteure des Stadtblatts nach § 166 StGB wegen Gotteslästerung angeklagt und im August 1985 vom Amtsgericht Münster verurteilt, aber im Dezember des Jahres in der Berufungsverhandlung vor dem Landgericht Münster freigesprochen. Dagegen wurden zwei andere Redakteure des Stadtblattes für einen Bericht von der Amtsgerichtsverhandlung, in dem u. a. eine Papstkarikatur abgedruckt worden war, wegen Gotteslästerung verurteilt. Klenke konstatierte dabei antiklerikale und antikatholische Klischees der alternativen Szene. Allerdings hatte das Stadtblatt mit der Berichterstattung über eine enge Verquickung von Politik und Kirche ein Thema angepackt, welches auch weit über die alternative Szene hinaus als problematisch angesehen wurde. Diese führten mittelbar zu einer deutlichen Strukturreform innerhalb der lokalen CDU. Unter anderem Ruprecht Polenz setzte sich für eine Modernisierung und Imageverbesserung ein.
Ähnliche Vorkommnisse und Konflikte sind auch in anderen Universitätsstädten mit einem Bischofssitz wie Passau, Paderborn und Freiburg festzustellen gewesen. Für die Stadtzeitungen selbst waren entsprechende Konflikte einerseits aufgrund der lokalen Anzeigenkunden problematisch, die zugehörige Profilierung verschaffte den beteiligten Blättern aber zusätzliche Aufmerksamkeit. Der Fokus blieb sehr lange auf dem regionalen Politikgeschehen wie auch Nachrichten aus der jeweiligen alternativen Szene.

### Zunehmende Professionalisierung
Bereits Ende der 1970er Jahre schlossen sich erste kommerziellen, sogenannten Alternativblätter im Rahmen von Anzeigenverbünden zusammen. Die Initiative dazu ging 1979 vom Berliner Stadtmagazin zitty aus und band in der Scene Programm Presse (SPP) zunächst 12 Stadtmagazine ein. Die ersten Anzeigen von Großfirmen stammten aus der Zigarettenindustrie. Zur AIDA (heute adeins), eine Abspaltung der SPP, die von einem früheren Geschäftsführer gegründet wurde, gesellten sich bald weitere Anzeigenverbünde im Presseumfeld wie Citicombi und PrinzMedien.
Mit der Einbindung in Anzeigenverbünde und dem zunehmenden kommerziellen Erfolg ging eine deutliche Professionalisierung einher. Die entsprechenden Presseprodukte hoben sich zunehmend von den traditionellen Alternativblättern der 1960er und 1970er Jahre ab. Die Strukturen wurden hierarchisiert, die wesentlichen Positionen mit Spezialisten besetzt und ähnlich wie in der etablierten Presse eine Kombination aus Mantel und Regionalteil über die Gründungsorte hinaus angeboten. Damit einher ging eine Reduktion und Vereinheitlichung der Titel. Bei den alternativen Gratiszeitschriften, die im Citymedienverbund zusammengeschlossen sind, wird der regionale Content vor allem von einem in Frankfurt am Main konzentrierten Redaktionspool erstellt. Die Zeitschriften selbst haben regional nur sehr wenige Mitarbeiter.

## Archivierung
Ein wichtiges Archiv ist das afas in Duisburg und das Archiv für Alternativkultur. 
Archivalien finden sich unter anderem auch bei Umweltverbänden, Stiftungen, so im Archiv Grünes Gedächtnis der Heinrich-Böll-Stiftung, Museen (Eco-Museum Reinhardswald), im Hamburger Institut für Sozialforschung sowie in staatlichen Archiven. So sind wichtige Unterlagen der Umweltbewegung in Bayern, insbesondere zur Auseinandersetzung um die Wiederaufbereitungsanlage in Wackersdorf mittlerweile unter anderem beim bayerischen Hauptstaatsarchiv zu finden.

## Deutschsprachige Alternativzeitschriften
Wie weit allein das politische und inhaltliche Spektrum reicht, das in Alternativzeitschriften zum Ausdruck kommt, zeigt diese Auswahl:
- Agit 883, anarchistisch-libertäre Zeitschrift (1969–1972)
- Anschlag, linksradikale Zeitschrift (1964–1966)
- Der Metzger, politisch-satirische Zeitschrift, herausgegeben von Helmut Loeven, seit 1968
- Elephantenklo – Zeitung für Gießen und Umgebung, 1977–1987
- Gasolin 23, Literaturzeitschrift – Beat-Generation
- Graswurzelrevolution, Zeitschrift der anarchistischen Graswurzelbewegung
- Holzwurm (später Zett) – Recklinghausen (1976–1988)[15]
- Hundert Blumen, politische Alternativzeitschrift (1972)
- Mad, anarchistische Hefte
- Päng, Yippie- und Hippiezeitschrift. Hrsg.: Raymond Martin
- song. Deutsche Underground-Zeitschrift. Nr. 6–8. 1968 (jeweils ohne Jahrangabe). Erlangen. (Danach gab sie sich den Titel: song. Zeitschrift für progressive Subkultur.)
- Rumpelblatt, Zeitschrift fürs Allgäu, Januar 1977 bis Juli 1980, regionales Provinzmagazin aus Sonthofen[16]

Im erweiterten Sinn gehören auch Gefangenenzeitungen zur Alternativpresse.